# Sala de guardia
Pour plus de détails, voir Fiche technique et Distribution.
Sala de guardia est un film argentin réalisé par Tulio Demicheli, sorti en 1952.

## Fiche technique
- Titre : Sala de guardia
- Réalisation : Tulio Demicheli
- Scénario : Roberto Gil
- Musique : Isidro B. Maiztegui
- Photographie : Fulvio Testi
- Montage : Nello Melli
- Production : Enrique Faustin
- Société de production : Horizonte
- Pays de production :  Argentine
- Genre : Drame
- Durée : 101 minutes
- Date de sortie : 
  - Argentine : 28 février 1952

## Distribution
- Aída Alberti
- Tito Alonso
- Arturo Arcari
- Margarita Corona
- Renée Dumas
- Roberto Escalada
- Mario Fortuna
- Analía Gadé
- Elisa Galvé
- Santiago Gómez Cou
- Diana Ingro
- Diana Maggi
- Lalo Malcolm
- Juan José Miguez
- Nelly Panizza
- Nathán Pinzón
- Perla Santalla
- Carlos Thompson

## Distinctions
Le film a été présenté en sélection officielle en compétition au Festival de Cannes 1953.